# Inhale (Stone Sour)
Inhale è un singolo del gruppo musicale statunitense Stone Sour, pubblicato il 7 luglio 2003 come secondo estratto dal primo album in studio Stone Sour.

## Tracce
CD promozionale (Regno Unito)
1. Inhale – 4:24

CD promozionale (Stati Uniti)
1. Inhale (Radio Edit) – 4:02
2. Inhale (Album Version) – 4:18

CD singolo (Europa)
1. Inhale – 4:18
2. Inside the Cynic – 3:23
3. Inhale (Unedited Rough Mix) – 5:32
4. Inhale (Video) – 4:18

## Formazione
Gruppo
- Corey Taylor – voce
- James Root – chitarra
- Josh Rand – chitarra
- Shawn Economaki – basso
- Joel Ekman – batteria

Altri musicisti
- Denny Gibbs – organo Hammond

Produzione
- Tom Tatman, Stone Sour – produzione
- Tony Wright – missaggio

## Classifiche
| Classifica (2003)             | Posizione massima |
| ----------------------------- | ----------------- |
| Regno Unito                   | 28                |
| Regno Unito (rock & metal)    | 7                 |
| Stati Uniti (mainstream rock) | 18                |